# Kari Bremnes
Kari Bremnes (ur. 9 grudnia 1956 w Svolvær w archipelagu Lofoty) – norweska piosenkarka i autorka tekstów.

## Dyskografia

### Albumy solowe
- Mitt ville hjerte (1987)
- Blå krukke (1987)
- Spor (1991)
- Løsrivelse (1993)
- Gåte ved Gåte (1994)
- Erindring (1995)
- Månestein (1997)
- Svarta Bjørn (1998)
- Norwegian Mood (2000)
- 11 ubesvarte anrop (2002)
- You'd Have To Be Here (2003)
- Over en by (2005)
- Reise (2007)
- LY (2009)
- Fantastisk allerede (2010)
- Og så kom resten av livet (2012)
- Det Vi Har (2017)

### Albumy nagrane z innymi artystami
- Tid å hausta inn (1983, nowe wydanie 2001) z Lars Klevstrand.
- Salmer på veien hjem (1991) z Ole Paus i Mari Boine Persen.
- Ord fra en fjord (1992) z Ola i Lars Bremnes.
- Folk i husan (1993) z Ola Bremnes i Arne Bendiksen Records.
- Cohen på norsk (1993) z różnymi wykonawcami.
- Løsrivelse (1998) z Ketil Bjørnstad.
- The Man From God Knows Where (1999) z Tom Russell.
- Soløye (2000) z Ola i Lars Bremnes.
- Desemberbarn (2001) z Rikard Wolff.
- Voggesanger fra ondskapens akse (2003) z Eva Dahlgren i Anisette Koppel.